# Gastrotheca prasina
Gastrotheca prasina é uma espécie de anfíbio da família Hemiphractidae. Endêmica do Brasil, pode ser encontrada apenas na Reserva Biológica da Mata Escura no município de Jequitinhonha, no estado de Minas Gerais.